# Alte Spreemündung
Das Naturschutzgebiet Alte Spreemündung liegt auf dem Gebiet der Gemeinde Tauche im Landkreis Oder-Spree in Brandenburg und ist deckungsgleich mit dem gleichnamigen FFH-Gebiet.  Namengebend ist die alte Mündung der Spree in den von ihr danach durchflossenen Schwielochsee.
Das Gebiet mit der Kenn-Nummer 1249 steht seit dem 16. Mai 1990 unter Naturschutz. Das rund 108 ha große Naturschutzgebiet erstreckt sich südöstlich des Ortsteils Trebatsch und östlich des Wohnplatzes Sawall der Gemeinde Tauche. Es liegt am nordwestlichen Ufer des Schwielochsees zwischen einem Altarm, der der ursprüngliche Mündungsarm der Spree gewesen ist und der heutigen Mündung. Spreeaufwärts im Nordwesten und auf der anderen Seite der Bundesstraße 87 befindet sich das rund 110 ha große Naturschutzgebiet Spreebögen bei Briescht.